# Heteropsomys insulans
Heteropsomys insulans là một loài động vật có vú trong họ Echimyidae, bộ Gặm nhấm. Loài này được Anthony mô tả năm 1916.